# Rua da Oliveira ao Carmo

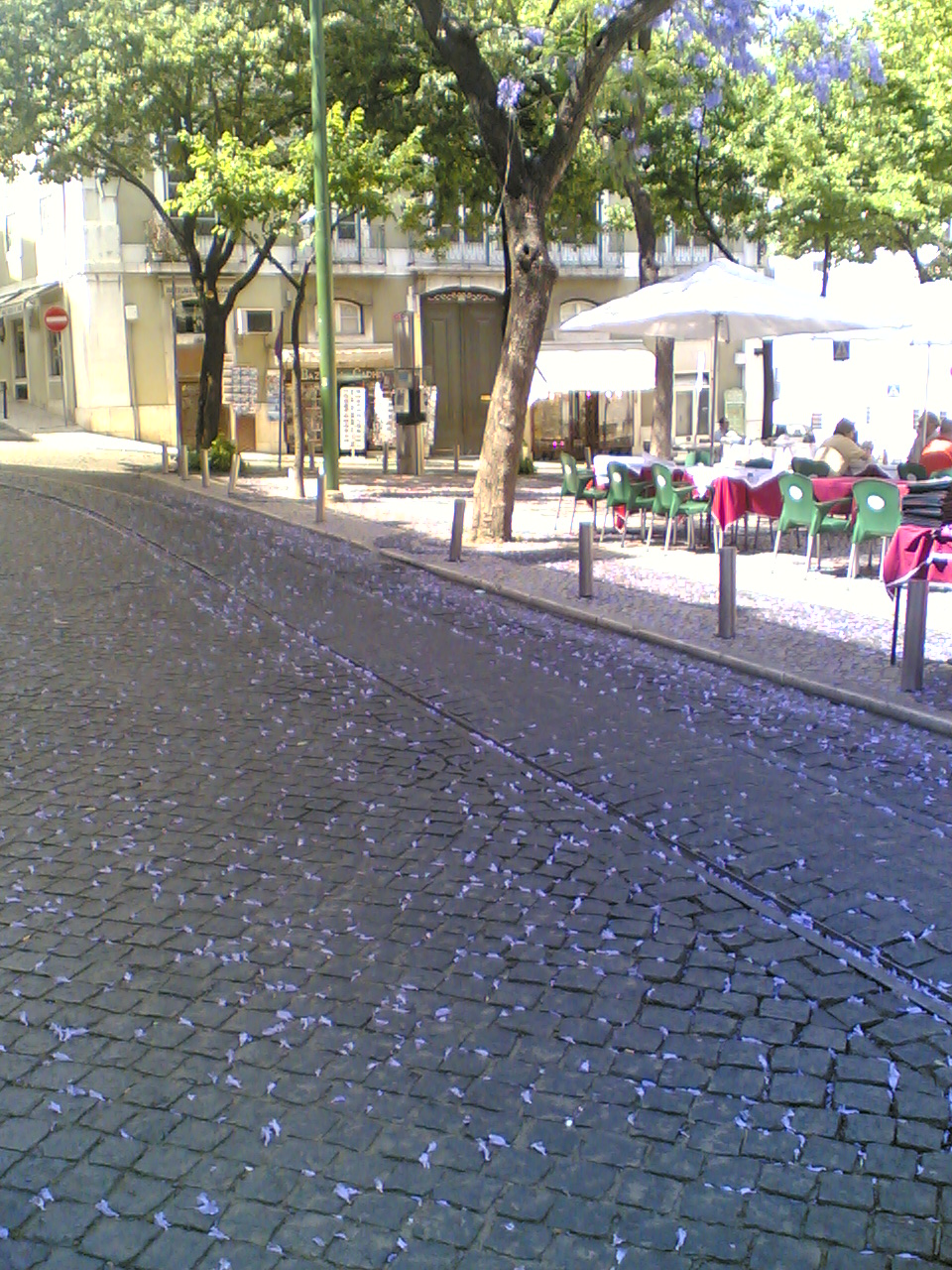
Vista do Largo do Carmo, com a Rua da Oliveira ao Carmo ao fundo

A Rua da Oliveira ao Carmo é uma rua habitacional tradicional desta zona de Lisboa, entre a Calçada do Duque e o Largo do Carmo.
Um grande número de edifícios desta rua são de construção pré-pombalina. De destacar nesta rua a fachada lateral direita da Igreja da Ordem Terceira do Carmo classificada pelo SIPA.
Destacava-se a redacção do Diário Económico, no nº 8 desta rua, entretanto transferida para outras instalações em 2009.
Nesta rua, desde 2012, está localizado o Lisboa Carmo Hotel.